# Stazione di Fujimino
La stazione di Fujimino (ふじみ野駅?, Fujimino-eki) è la principale stazione ferroviaria della città di Fujimi della prefettura di Saitama in Giappone, ed è servita dalla linea Tōbu Tōjō delle Ferrovie Tōbu.

## Linee
Ferrovie Tōbu
● Linea Tōbu Tōjō

## Struttura
La stazione è dotata di due marciapiedi a isola con quattro binari totali.
| 1-2 | ● Linea Tōbu Tōjō | per Kawagoe, Sakado, Shinrinkōen, Ogawamachi e Yorii |
| 3-4 | ● Linea Tōbu Tōjō | per Asakadai, Wakōshi e Ikebukuro via Linea Yurakucho per Shin-Kiba via Linea Fukutoshin per Shibuya, via linea Tōkyū Tōyoko per Yokohama e, via linea Minatomirai per Motomachi-Chūkagai |

## Stazioni adiacenti
| «               | Servizio           | »               |
| Linea Tōbu Tōjō | Linea Tōbu Tōjō    | Linea Tōbu Tōjō |
| --------------- | ------------------ | --------------- |
| Tsuruse         | Locale             | Kami-Fukuoka    |
| Tsuruse         | Semiespresso       | Kami-Fukuoka    |
| Tsuruse         | Espresso pendolari | Kami-Fukuoka    |
| Shiki           | Espresso           | Kawagoe         |
| Shiki           | Rapido             | Kawagoe         |
| Transito        | Espresso rapido    | Transito        |
| Ikebukuro       | TJ Liner           | Kawagoe         |